# Alberto Losada
Alberto Losada Alguacil (født 28. februar 1982) er en spansk tidligere professionel landevejsrytter.